# Brigadier Dog
Brigadier Dog (Deputy Dawg) is de hoofdpersoon van de gelijknamige Amerikaanse tekenfilmserie, die oorspronkelijk wekelijks is uitgezonden van 1962 tot en met 1963 op CBS.
De serie werd uitgebracht door animatiestudio Terrytoons van cartoonist, regisseur en scriptschrijver Paul Terry (1887 - 1971), ook bekend van Mighty Mouse. De producer was Ralph Bakshi en alle stemmen werden ingesproken door Dayton Allen.
De filmpjes speelden zich af in een soort park dat leek op dat van Yogi Bear. De hond Deputy Dawg was een leerling-sheriff (deputy), niet al te slim en liever lui dan moe, maar wel plichtsgetrouw. Hij voerde constant strijd met Muskie Muskrat, Vincent 'Vince' van Gopher, Moley Mole, Possible 'Possum, Ty Coon en tal van andere slechteriken. Eieren stelen, spijbelen en luieren in het algemeen: Dawg trad ertegen op.
Zijn baas, de sheriff, was niet altijd een vriend. Hij wees Dawg vaak op zijn plichten. Lastige toeristen mocht hij echter niet arresteren, want deze brachten geld in het laatje.

## Nederland
De NOS zond begin jaren 70 de serie uit onder de naam Brigadier Dog, vlak voor het slapengaan van de jonge jeugd, rond 19:00 uur. De Nederlandse nasynchronisatie werd gedaan door onder anderen Coen Flink, Aart Staartjes en Donald de Marcas.
Wanneer Brigadier Dog weer eens achter Muskie en Fred (de Nederlandse naam van Vince) aan joeg, dan pakte de bijna blinde Fred de staart van Muskie beet en rende mee, onder het uitroepen van zijn favoriete kreet ”Wat gebeurt er, gebeurt er?” Ook de uitroep van Brigadier Dog, als hij weer eens achter het net viste, was kenmerkend: "Tsjoeoeh (Muskie)".

## Nederlandse stemmen (nasynchronisatie)
| Personage               | Nederlandse stem |
| ----------------------- | ---------------- |
| Brigadier Dog           | Coen Flink       |
| De uil                  | Coen Flink       |
| Fred de mol             | Aart Staartjes   |
| Aloisius de alligator   | Aart Staartjes   |
| Streepstaart de wasbeer | Aart Staartjes   |
| Sheriff                 | Aart Staartjes   |
| Muskie de muskusrat     | Donald de Marcas |